# Phytodietus geniculatus
Phytodietus geniculatus är en stekelart som beskrevs av Thomson 1877. Phytodietus geniculatus ingår i släktet Phytodietus och familjen brokparasitsteklar. Arten är reproducerande i Sverige. Inga underarter finns listade i Catalogue of Life.